# Iraakse Republikeinse Garde

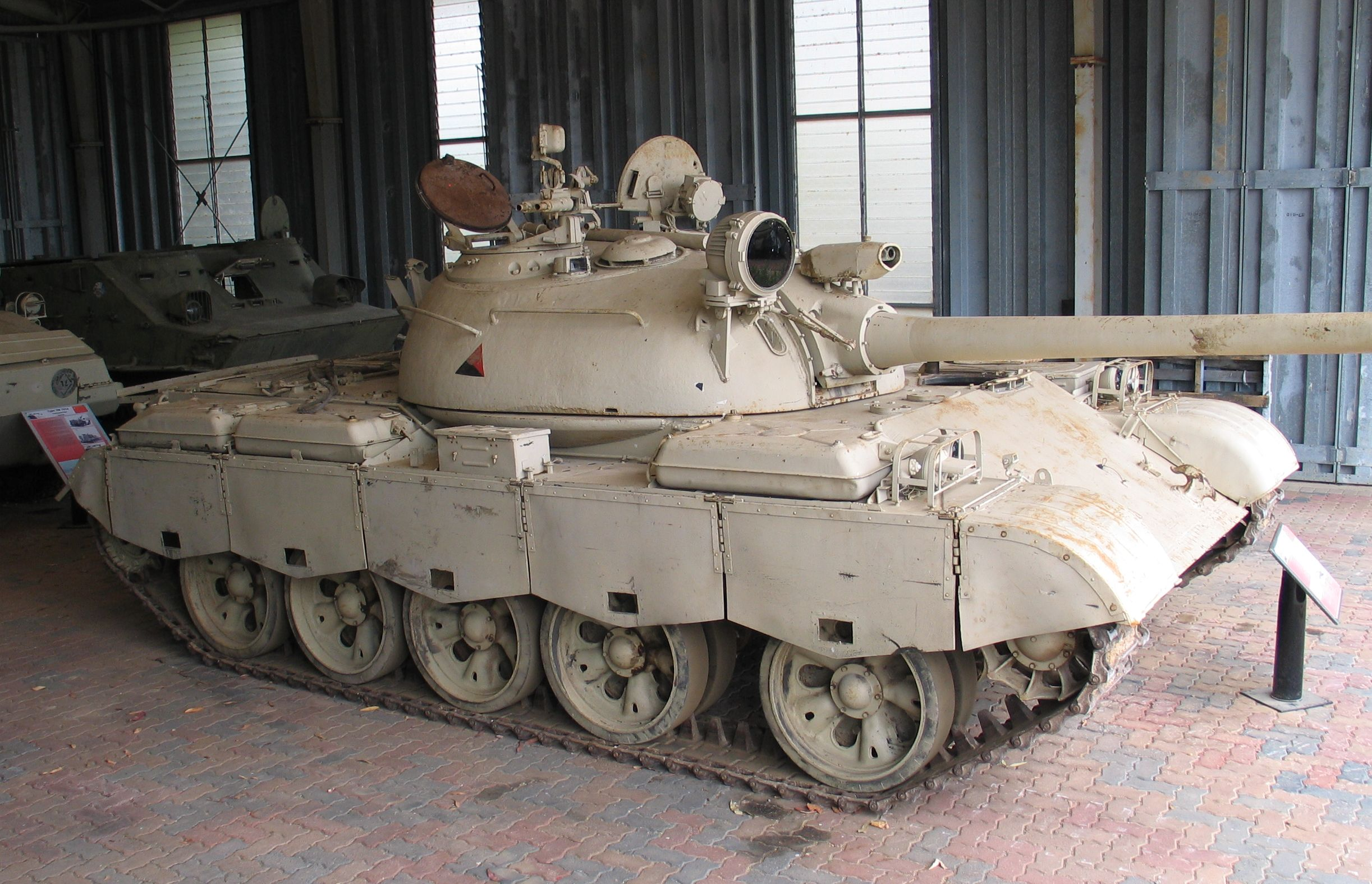
T-69 tank van de Iraakse Republikeinse Garde

De Iraakse Republikeinse Garde was het privéleger van de inmiddels geëxecuteerde Saddam Hoessein. Tijdens de 2e Golfoorlog werd er veel weerstand verwacht van de Garde, maar het bleef minimaal.

## Geschiedenis

### Van paleiswacht tot elite-leger
Gedurende de oorlog met Iran werd de Republikeinse Garde van een goedbewapende paleiswacht van één brigade uitgebouwd tot een elite-leger van meer dan zeven divisies. Soldaten die dienst namen in de Garde waren eerst voornamelijk afkomstig uit de buurt van Tikrit, de geboortestad van Saddam Hoessein. De dictator vertrouwde alleen mensen van zijn eigen Albu Nasir-stam en bevriende buurstammen.
Later werden uit het gehele Iraakse leger de beste en meest fanatieke officieren gerekruteerd. In totaal telt de Garde nu tussen de 60.000 en 80.000 soldaten. Wie toetrad tot de elite-eenheid kreeg speciale privileges, zoals bonussen, speciale huizen en nieuwe auto's.
Met de uitbreiding van de Republikeinse Garde veranderde ook zijn hoofdtaak. Was eerst het hoofddoel om Saddam Hoessein en het regime van de Ba'ath-partij te beschermen, nu vormt de Garde het meest offensieve deel van het Iraakse leger. Opvallend is dat hij ook onder het commando valt van de Staatsveiligheidsdienst, en niet onder het ministerie van Defensie.

### Speciale Republikeinse Garde
Voor de bescherming van het regime werd, na de uitbreiding van de Republikeinse Garde, in 1992 een nieuwe divisie opgericht: de Speciale Republikeinse Garde (ook wel 'Gouden Divisie' genoemd). De leden hiervan (26.000 in getal) zijn nog wel afkomstig uit Saddams geboorteplaats. Deze speciale divisie verdedigde Bagdad en Saddams Paleizen, en stond onder het commando van Koesai Hoessein, een van Saddams zonen.

### Golfoorlog 1991
De Garde had, in tegenstelling tot het reguliere Iraakse leger, een betere en strengere training en discipline. Het moreel van de troepen lag ook veel hoger: in de Golfoorlog van 1991, toen verschillende divisies door de Geallieerde troepen werden verpletterd, sloegen de elite-troepen ondanks zware verliezen niet op de vlucht. Er zijn nauwelijks gevallen bekend waar een Gardedivisie zich - zonder het commando daartoe heeft teruggetrokken tijdens een gevecht.
De Garde was ook veel beter uitgerust dan de 'gewone' troepen, het bestond uit drie pantser-, één gemechaniseerde en twee infanteriedivisies. De pantserdivisies waren uitgerust met honderden moderne Russische T-72 tanks, uitgerust met nachtvisie, en mobiele artilleriestukken. In 1991 werden delen van de Republikeinse Garde vernietigd of zwaar beschadigd door de Geallieerde troepen. Saddam Hoessein had echter enkele divisies buiten schot gehouden, waarmee hij na de Geallieerde uittocht snel weer greep op zijn land wist te krijgen.

### Tegenwoordig
De Republikeinse Garde werd na de 2de golfoorlog opgeheven.